# Крисченсберг (Виргиния)
Крисченсберг (англ. Christiansburg) — город и административный центр округа Монтгомери в штате Виргиния в Соединённых Штатах Америки.
По данным переписи 2020 года, население составляло 23 348 человек.

## История
Город «Кристиансбург» — как он изначально писался — был назван в честь полковника Уильяма Кристиана, который был одним из первых поселенцев в этом регионе. Он был одним из первых судей округа Финкасл, членом Законодательного собрания Вирджинии и шурином отца-основателя США Патрика Генри. Теодор Рузвельт в своей истории «Победа на Западе» позже написал, что Кристиан был «известным бойцом с индейцами» и «очень доблестным и благородным человеком».

## География
По данным Бюро переписи населения США, общая площадь города составляет 14,3 квадратных миль.